# Non ti appartengo più
Non ti appartengo più (I've Always Loved You) è un film del 1946 diretto da Frank Borzage.
È un film drammatico statunitense con Philip Dorn e Catherine McLeod. È basato sul racconto Concerto di Borden Chase apparso su American Magazine nel dicembre del 1946 (ispirato alla vita della moglie di Chase, la pianista Lee Keith).

## Trama
La giovane pianista Myra Hassan viene notata dal maestro Leopold Goronoff che la prende sotto la sua protezione tanto che il suo talento mette in ombra quello del maestro.
Nonostante sia innamorata proprio di Leonard, Myra decide di sposare George, un suo amico di infanzia. La coppia ha una figlia che verrà anch'essa presa sotto l'ala protettiva di Leonard.

## Produzione
Il film, diretto da Frank Borzage su una sceneggiatura e un soggetto di Borden Chase, fu prodotto dallo stesso Borzage per la Republic Pictures e girato nel Rowland V. Lee Ranch nel Canoga Park, Los Angeles, California, dal 6 agosto al 25 ottobre 1945. Il titolo di lavorazione fu  Concerto.

## Distribuzione
Il film fu distribuito con il titolo I've Always Loved You negli Stati Uniti nell'agosto del 1946 al cinema dalla Republic Pictures.
Altre distribuzioni:
- in Svezia il 29 settembre 1947 (Kärlekens symfoni)
- in Portogallo il 28 aprile 1948 (Sempre Gostei de Ti)
- in Finlandia il 31 dicembre 1948 (Rakkauden sinfonia)
- in Austria il 1º dicembre 1950 (Concerto)
- in Germania Ovest il 6 marzo 1951
- in Danimarca il 15 settembre 1952 (Forelsket i en drøm)
- in Brasile (Sempre Te Amei)
- in Spagna (La gran pasión)
- in Francia (Je vous ai toujours aimé)
- nel Regno Unito (Concerto)
- in Grecia (Panta s' agapousa)
- in Italia (Non ti appartengo più)

## Critica
Secondo il Morandini il film fu "fatto a pezzi dai critici" ma poi "col passare degli anni, fu rivalutato". Il film soffrirebbe soprattutto per l'inettitudine del cast di recitazione. Secondo Leonard Maltin il film è un "dramma romantico molto sentito" in cui risalta la fotografia.